# Vicente Quirarte
Vicente Quirarte Castañeda (Ciudad de México, 19 de julio de 1954) es un poeta, ensayista y escritor mexicano, autor de obras en diversos géneros literarios, como la dramaturgia, la poesía y la  literatura fantástica, entre otros. 
En la Universidad Nacional Autónoma de México (UNAM) se ha desempeñado como profesor, investigador, coordinador de talleres y, desde el 28 de septiembre de 2017, es miembro de la Junta de Gobierno de la UNAM. Es miembro (silla XXXI) de la Academia Mexicana de la Lengua.

## Trayectoria
Obtuvo el título de Licenciado en Lengua y Literatura Hispánica en 1982, el grado de Maestro en Letras Hispánicas, con orientación en Letras Mexicanas en 1989, y el grado de Doctor en Literatura Mexicana en 1998. En cada uno de sus programas de estudios, realizados en la Facultad de Filosofía y Letras de la Universidad Nacional Autónoma de México, obtuvo mención honorífica, así como la medalla “Gabino Barreda” para estudios de posgrado.
Fue director de la Biblioteca Nacional de México del 2004 al 2008. El 3 de marzo de 2016, ingresó como miembro en El Colegio Nacional, institución de divulgación de las ciencias y la cultura de México. Su lección inaugural lleva por título El laurel invisible.
En la UNAM ha impartido clases desde 1987, tanto en la licenciatura como en el Programa de Maestría y Doctorado en Letras. En otras instituciones nacionales, ocupó las cátedras “Gilberto Owen” del Colegio de Sinaloa y “Julio Cortázar” de la Universidad de Guadalajara. En el extranjero, ha sido profesor invitado en Austin College, y estuvo a cargo de las cátedras “Rosario Castellanos” y “Luis Cernuda” en la Universidad Hebrea de Jerusalén y la Universidad de Sevilla, respectivamente. Ha presentado lecturas de su obra, clases y conferencias en instituciones de España, Colombia, Estados Unidos de América, Inglaterra y Francia. Fue director del Periódico de Poesía y fundador de la colección de poesía El ala de Tigre, en la UNAM, que alcanzó más de 100 títulos. Fue director general de Publicaciones de la UNAM y director del Instituto de Investigaciones Bibliográficas de la misma institución, del cual se desempeña como investigador titular “C” de tiempo completo definitivo.
Vicente Quirarte ha sido integrante del Sistema Nacional de Creadores de Arte y actualmente lo es del Sistema Nacional de Investigadores con el nivel II, y tiene el máximo nivel de estímulos en el Programa de Primas al Desempeño del Personal Académico de Tiempo (PRIDE).
En 1994 recibió el Reconocimiento Distinción Universidad Nacional para Jóvenes Académicos en el área de Creación artística y extensión de la cultura; en 2003 fue elegido miembro numerario de la Academia Mexicana de la Lengua en el año 2002, tomó posesión de la silla XXXI el 19 de junio de 2003. El mismo año fue nombrado miembro correspondiente de la Real Academia Española. En 2007 fue invitado a ser integrante del Consejo de la Crónica de la Ciudad de México.
En 2010 recibió el Premio del Instituto de Estudios Históricos de la Revolución Mexicana para el rescate de fuentes y en 2012 el Premio Universidad Nacional. En 2016 ingresó a El Colegio Nacional y en 2017 recibió la condecoración Gran Orden “Victoria de la República”, en rango de honor y grado de collar “por la dedicación y constancia al estudio y trabajos de investigación sobre acontecimientos de nuestro país”.
Ha publicado más de 150 artículos especializados, así como numerosos capítulos en libro, prólogos y estudios introductorios sobre autores y obras de los siglos XIX y XX. Es director de la Colección Al siglo XIX. Ida y Regreso, editada por la Coordinación de Humanidades de la UNAM, con 50 volúmenes a la fecha sobre diferentes aspectos del siglo XIX. Dirigió para el Consejo Nacional para la Cultura y las Artes (Conaculta) la colección Summa Mexicana (2009-2012) y para el Instituto Mexiquense de Cultura la colección de literatura de viajes Ojos de papel volando.
Su producción lírica comprende más de 20 títulos publicados entre ellos: Como a veces la vida y Nombre sin aire, en España; Cicatrices de varias geografías, Enseres para sobrevivir la ciudad, El Cuaderno de Aníbal Egea, en Colombia, y Saravande aux chiens jaunes, en Canadá. Su poesía reunida hasta 1999 apareció en el año 2000, bajo el título Razones del Samurai (UNAM). Su obra ha sido traducida al inglés, francés, alemán y portugués.
Como dramaturgo ha escrito, y han sido llevadas a escena, obras suyas basadas en hechos y personajes históricos. El fantasma del Hotel Alsace. Los últimos días de Oscar Wilde, producida por la UNAM, alcanzó 130 representaciones, y obtuvo el Premio de Dramaturgia Sergio Magaña para autor nacional.
Además de su trabajo académico, también ha publicado escritos literarios, ensayos, y traducciones en varias revistas y publicaciones mexicanas, como la Revista Mexicana de Cultura, Sábado, Unomásuno, La Jornada Semanal, entre otras. Ha dirigido la colección de libros históricos Summa Mexicana en colaboración con el Consejo Nacional para la Cultura y las Artes desde 2010, empezando con una edición de Sentimientos de la Nación, y ha coordinado talleres de poesía y narrativa y cursos especializados en diversos centros culturales del Instituto Nacional de Bellas Artes, el Palacio de Minería, el Museo Nacional de Arte, la Casa Jesús Reyes Heroles, entre otras instituciones.

## Familia
Su padre, Martín Quirarte Ruiz, fue historiador y profesor de la Facultad de Filosofía y Letras en la UNAM.

## Premios
En 1979 apareció su primer libro de poemas, Teatro sobre el viento amado, integrado por textos que obtuvieron el primer premio de la Revista Punto de Partida.
Ha obtenido, entre otros reconocimientos el Premio Nacional de Poesía Joven “Francisco González León” (1979) el Premio de ensayo literario José Revueltas (1990), el Premio Xavier Villaurrutia (1991) por su libro El Ángel es vampiro y cuyo jurado estuvo integrado por Rubén Bonifaz Nuño, Alí Chumacero y Ernesto de la Peña, el Premio Iberoamericano de Poesía Ramón López Velarde (2011) Integraron el jurado escritores que obtuvieron el galardón en años anteriores, José Emilio Pacheco, Juan Gelman, Eduardo Lizalde, Francisco Hernández, Evodio Escalante y Marco Antonio Campos y el Premio Universidad Nacional en el área de creación artística y extensión de la cultura (2012)

## Obras

### Poesía
- Teatro sobre el viento armado (1979)
- Calle nuestra (1979)
- Vencer a la blancura (1982)
- Fra Filippo Lippi. Cancionero de Lucrezia Buti (1982)
- Puerta del verano (1982)
- Bahía Magdalena (1984)
- Fragmentos del mismo discurso (1986)
- La luz no muere sola (1987)
- El cuaderno de Aníbal Egea (1990)
- El ángel es vampiro (1991)
- The Child and the Wind (1992)
- Cicatrices de varias geografías (1992)
- Luz de mayo (1994)
- Desde otra luz (1994)
- El peatón es asunto de la lluvia (1999)
- Razones del samurai. Poesía reunida 1978-1999 (2000)
- Como a veces la vida (2000)
- Zarabanda con perros amarillos (2002)
- Nombre sin aire (2004)
- El mar del otro lado (2007)
- Ciudad de seda (2009)
- Invisible estoque (2011)
- Esa cosa tan de siempre (2013)
- La miel de los felices (2016)

### Narrativa
- El amor que destruye lo que inventa. Historias de la historia (1995)
- Un paraguas y una máquina de coser (2010)
- Morir todos los días (2010)
- La isla tiene forma de ballena (2015)

### Teatro
- El fantasma del Hotel Alsace (Los últimos días de Oscar Wilde) (2001)
- Yo es otro (Sinceramente suyo, Henry Jekyll) (2006)
- Hay mucho de Penélope en Ulises (2009)
- Melville en Mazatlán (2015)

### Ensayo
- La poética del hombre dividido en la obra de Luis Cernuda (1985)
- Perderse para reencontrarse. Bitácora de Contemporáneos (1985)
- El azogue y la granada. Gilberto Owen en su discurso amoroso (1990)
- Viajes alrededor de la alcoba (1993)
- Peces del aire altísimo. Poesía y poetas en México (1993)
- Enseres para sobrevivir en la ciudad (1994)
- Tras la huella del niño centenario (1995)
- Sintaxis del vampiro. Una aproximación a su historia natural (1996)
- La ciudad como cuerpo (1999)
- Vergüenza de los héroes. Armas y letras de la guerra entre México y Estados Unidos (1999)
- Elogio de la calle. Biografía literaria de la Ciudad de México. 1850-1992 (2010)
- El México de los Contemporáneos. Discurso de ingreso a la Academia Mexicana de la Lengua. Respuesta de Alí Chumacero (2004)
- La poesía como aventura del alma (2004)
- Nuevos viajes extraordinarios (2004)
- El poeta en la calle (2005)
- Del monstruo considerado como una de las bellas artes (2005)
- La realidad del deseo. Luis Cernuda entre Sevilla y México (2006)
- Invitación a Gilberto Owen (2007)
- Más allá de la visión de Anáhuac. Poética de los viajeros mexicanos (2007)
- Los días del maestro (2008)
- Ignacio Manuel Altamirano para niños (2009)
- Belisario Domínguez (2009)
- El libro y sus aliados (2009)
- El cuerpo en el espacio. Las vidas de Pedro Cervantes (2010)
- Amor de ciudad grande (2010)
- 1554 México 2012 (2012)
- La Invencible (2012)
- Encuentros con Israel. Mexicanos de la cátedra "Rosario Castellanos" en la Universidad Hebrea de Jerusalén (2013)
- Fundada en el tiempo. Aires de varios instrumentos por la Ciudad de México (2014)
- Merecer un libro (2014)
- El laurel invisible. Discurso de entrada a El Colegio Nacional (2016)